# Bulbophyllum neoebudicum
Bulbophyllum neoebudicum är en orkidéart som först beskrevs av Garay, Hamer och Emily Steffan Siegerist, och fick sitt nu gällande namn av Anton Sieder och Kiehn. Bulbophyllum neoebudicum ingår i släktet Bulbophyllum och familjen orkidéer. Inga underarter finns listade i Catalogue of Life.